# Hirondellea dubia
Hirondellea dubia is een vlokreeftensoort uit de familie van de Hirondelleidae. De wetenschappelijke naam van de soort is voor het eerst geldig gepubliceerd in 1959 door Dahl.